# زومبي زيرو
زومبي زيرو (بالإنجليزية: Zombie Zero) هو ناقل للهجوم حيث يستخدم المهاجم الإلكتروني برامج ضارة تم تضمينها سراً في أجهزة قراءة الباركود الجديدة التي تم تصنيعها في الخارج.
لا يزال من غير المعروف ما إذا كان هذا الهجوم صادر عن جريمة منظمة أم دولة قومية. من الواضح أنه كان هناك تخطيط واستثمار كبير من أجل تصميم البرامج الضارة، ثم تضمينها في الأجهزة داخل ماسح الباركود. وبالمثل قد تكون أجهزة إنترنت الأشياء مثبتة مسبقًا ببرامج ضارة يمكنها التقاط كلمات مرور الشبكة ثم فتح باب خلفي للمهاجمين. نظرًا للكم الكبير من هذه الأجهزة المصنعة في الخارج، يجب توخي الحذر الشديد قبل وضع هذه الأجهزة على شبكات الشركات أو الحكومة.

## بيانات الهجوم
تم تثبيت ماسح ضوئي مضمن للبرامج الضارة على شبكة لاسلكية. بدأ هجوم على الشبكة الداخلية تلقائيًا باستخدام بروتوكول حظر رسائل الخادم.
تضمنت البيانات المسروقة التي تم مسحها ضوئيًا كل جزء من المعلومات حول العنصر وعنوان الوجهة والمصدر والمزيد. تم إرسال هذا سرًا إلى اتصال قيادة وتحكم إلى شبكة الروبوتات في الصين. تم توصيل هذه الروبوتات بمدرسة لانكسيانج المهنية الواقعة في شبكة تشاينا يونيكوم لمقاطعة شاندونغ. تم ربط هذه المدرسة في الصين بهجمات سابقة بما في ذلك جوجل وعملية أورورا. كانت الشركة المصنعة للماسح الضوئي تقع على بعد بضعة مبانٍ من المدرسة.
ثم قامت الروبوتات بتحميل حمولة ثانية وسعت القيادة والسيطرة التي امتدت الآن إلى خوادم الشركة المستهدفة في مجال التمويل. كان المهاجمون يبحثون عن بيانات لوجستية لجميع عمليات الشحن على مستوى العالم، وقد نجح المهاجمون في الحصول على بيانات مالية مفصلة عن جميع العملاء والشحنات.

## الكشف
يمكن اكتشاف زومبي زيرو باستخدام تقنية الخداع.